# American Pie (bài hát)
"American Pie" (tạm dịch: Chiếc bánh Hoa Kỳ) là một bài hát nhạc rock của ca-nhạc sĩ Don McLean.
Được thu âm và phát hành trong album American Pie năm 1971, đĩa đơn này là một hit số một của Mỹ trong 4 tuần vào năm 1972. Bài hát kể lại một câu chuyện trừu tượng về cuộc đời của tác giả, bắt đầu từ cái chết của ca sĩ Buddy Holly, Ritchie Valens, và J. P. Richardson (The Big Bopper) trong một tai nạn máy bay năm 1959 (tai nạn này được gọi là The Day the Music Died trong giới truyền thông Hoa Kỳ), và kết thúc năm 1971. Sự quan trọng của bài hát này trong di sản văn hóa và ca nhạc Hoa Kỳ đã được công nhận bởi dự án giáo dục Songs of the Century (Những Bài hát của Thế kỷ) - bài hát do Don McLean trình bày được đứng hạng thứ năm trong các bài hát của thế kỷ 20.
Lời của bài hát đã gây ra nhiều tò mò. Tuy McLean đã đề tặng album American Pie cho Buddy Holly, không nạn nhân nào trong tai nạn máy bay được nhắc đến bằng tên. Khi được hỏi ý nghĩa của bài hát, McLean trả lời "Nó có nghĩa là tôi sẽ không bao giờ cần phải làm việc nữa." Sau này, ông trả lời nghiêm túc hơn: "Bạn sẽ tìm thấy nhiều cách hiểu lời bài hát của tôi, nhưng không có cách hiểu nào trong đó là của tôi cả...xin lỗi vì tôi đã bỏ rơi các bạn nhưng từ trước tôi đã biết rằng các nhạc sĩ nên nói lời nói của mình rồi bỏ qua, và giữ một sự im lặng có phẩm cách.".

## Xếp hạng
| Bảng xếp hạng (1971)                   | Vị trí cao nhất |
| -------------------------------------- | --------------- |
| Australian Kent Music Report           | 1               |
| Canadian RPM Top Singles               | 1               |
| Canadian RPM Adult Contemporary Tracks | 1               |
| Dutch Singles Chart                    | 10              |
| New Zealand Singles Chart              | 1               |
| Norwegian Singles Chart                | 9               |
| UK Singles Chart                       | 2               |
| US Billboard Hot 100                   | 1               |
| US Billboard Easy Listening            | 1               |

## Phiên bản của Madonna
Đầu năm 2000, ca sĩ nhạc Pop người Mỹ Madonna phối khí lại và chuyển thành nhạc Pop trong một đĩa đơn. Ca khúc đã đạt thành công lớn trong các xếp hạng, trong đó có vị trí quán quân tại Bảng xếp hạng thế giới, Anh, Úc và một số quốc gia khác. Tuy không được phát hành tại Mỹ nhưng American Pie cũng đã xếp hạng 29 nhờ được liên tục phát sóng trên các đài phát thanh.
Video clip của ca khúc phản ánh cả một xã hội của Mỹ. Từ những người mắc bệnh béo phì, dân tập thể hình, dân lao động, dân Hip hop da đen của các khu phố ổ chuột, tù nhân, cho đến người đồng tính luyến ái.

### Xếp hạng
| Bảng xếp hạng (1999–2000)                  | Vị trí cao nhất |
| ------------------------------------------ | --------------- |
| Australian ARIA Singles Chart              | 1               |
| Austrian Singles Chart                     | 3               |
| Belgian Singles Charts                     | 6               |
| Canadian Singles Chart                     | 1               |
| Dutch Top 40                               | 4               |
| European Hot 100 Singles                   | 1               |
| Finnish Singles Charts                     | 1               |
| French Singles Chart                       | 8               |
| German Singles Chart                       | 1               |
| Italian Singles Chart                      | 1               |
| New Zealand Singles Chart                  | 4               |
| Norwegian Singles Chart                    | 1               |
| Scotland (OCC)                             | 1               |
| Spanish Singles Chart                      | 1               |
| Swedish Singles Chart                      | 1               |
| Swiss Singles Chart                        | 1               |
| UK Singles Chart                           | 1               |
| US Billboard Hot 100                       | 29              |
| US Billboard Hot Dance Club Play           | 1               |
| US Billboard Pop Songs                     | 16              |
| US Billboard Adult Pop Songs               | 20              |
| US Billboard Hot Adult Contemporary Tracks | 21              |

| Bảng xếp hạng (2000)              | Vị trí |
| --------------------------------- | ------ |
| Australia ARIA Singles Chart      | 66     |
| Austrian Singles Chart            | 32     |
| Belgian Singles Chart (Flanders)  | 46     |
| Belgian Singles Chart (Wallonia)  | 44     |
| French SNEP Singles Chart         | 44     |
| German Singles Chart              | 21     |
| Italian Singles Chart             | 9      |
| Netherlands (Mega Single Top 100) | 46     |
| Swedish Singles Chart             | 9      |
| Swiss Singles Chart               | 11     |
| UK Singles Chart                  | 19     |

| Nước           | Chứng nhận |
| -------------- | ---------- |
| Úc             | Vàng       |
| Áo             | Vàng       |
| Pháp           | Bạc        |
| Thụy Điển      | Bạch kim   |
| Thụy Sĩ        | Bạch kim   |
| Vương quốc Anh | Vàng       |